# Oberscheidweiler
Oberscheidweiler is een plaats in de Duitse deelstaat Rijnland-Palts, en maakt deel uit van de Landkreis Bernkastel-Wittlich.
Oberscheidweiler telt 187 inwoners.